# Liste der Stolpersteine in Boppard
Die Liste der Stolpersteine in Boppard enthält Stolpersteine, die im Rahmen des gleichnamigen Kunst-Projekts von Gunter Demnig in Boppard verlegt wurden. Mit ihnen soll an die Opfer des Nationalsozialismus erinnert werden, die in Boppard lebten und wirkten.
Am 13. Mai 2017 wurden 16 Stolpersteine verlegt und am 8. Mai 2018 wurden weitere 9 Stolpersteine verlegt. Am 6. September 2022 wurde im Ortsteil Bad Salzig eine Stolperschwelle verlegt.

## Liste der Stolpersteine
| Adresse, Lage                       | Verlegedatum | Name, Inschrift | Bild                                  | Anmerkung |
| ----------------------------------- | ------------ | --- | ------------------------------------- | --------- |
| Oberstraße 118/ · Ecke Marktplatz · | 13. Mai 2017 | HIER ERMORDET FRANZ SCHIEFFER JG. 1872 IM WIDERSTAND / SPD KRITISCHE ÄUSSERUNG ANGESCHOSSEN VON EINEM NATIONALSOZIALISTEN TOT 12.11.1933                                                                             |                                       |           |
| Oberstraße 153 ·                    | 13. Mai 2017 | HIER WOHNTE SALLY SIEGLER JG. 1866 FLUCHT 1941 USA | der Stolperstein für Sally Siegler    |           |
| Oberstraße 153 ·                    | 13. Mai 2017 | HIER WOHNTE LINA MAYER GEB. KOMBERT JG. 1884 DEPORTIERT 1942 KRASNICZYN ERMORDET | der Stolperstein für Lina Mayer       |           |
| Rheinallee 44 ·                     | 13. Mai 2017 | HIER WOHNTE LUDWIG MENKEL JG. 1877 FLUCHT 1938 HOLLAND INTERNIERT WESTERBORK DEPORTIERT 1943 BERGEN-BELSEN ERMORDET 15.7.1944                                                                                        | der Stolperstein für Ludwig Menkel    |           |
| Rheinallee 44 ·                     | 13. Mai 2017 | HIER WOHNTE IRMA MENKEL GEB. SONNENBERG JG. 1897 FLUCHT 1938 HOLLAND INTERNIERT WESTERBORK DEPORTIERT 1943 BERGEN-BELSEN BEFREIT                                                                                     | der Stolperstein für Irma Menkel      |           |
| Rheinallee 44 ·                     | 13. Mai 2017 | HIER WOHNTE MARGOT MENKEL JG. 1921 FLUCHT 1936 ENGLAND 1940 ECUADOR | der Stolperstein für Margot Menkel    |           |
| Rheinallee 44 ·                     | 13. Mai 2017 | HIER WOHNTE ANNELIESE MENKEL JG. 1923 FLUCHT 1938 HOLLAND VERSTECKT ÜBERLEBT | der Stolperstein für Anneliese Menkel |           |
| Simmerner Straße 26 ·               | 13. Mai 2017 | HIER WOHNTE HUBERT KOLLMAR JG. 1900 BILDHAUER BERUFSVERBOT SCHEIDUNG VERWEIGERT VERHAFTET 1944 STRAFKOMPANIE ´ORGANISATION TODT´ TOT 26.4.1944 VERSAILLES                                                            |                                       |           |
| Simmerner Straße 26 ·               | 13. Mai 2017 | HIER WOHNTE JENNY KOLLMAR GEB. MARX JG. 1897 DEPORTIERT 1945 THERESIENSTADT BEFREIT |                                       |           |
| Wasemstraße 8 ·                     | 13. Mai 2017 | HIER WOHNTE HELENE FRANK GEB. LEVY JG. 1858 FLUCHT 1939 USA |                                       |           |
| Wasemstraße 8 ·                     | 13. Mai 2017 | HIER WOHNTE MIRTILL MAIER JG. 1885 FLUCHT 1936 USA |                                       |           |
| Wasemstraße 8 ·                     | 13. Mai 2017 | HIER WOHNTE DOROTHEA MAIER GEB. FRANK JG. 1891 FLUCHT 1936 USA |                                       |           |
| Wasemstraße 8 ·                     | 13. Mai 2017 | HIER WOHNTE JOSEF MAIER JG. 1914 FLUCHT 1934 USA AMERIKANISCHER SOLDAT TOT 1944 LUXEMBURG |                                       |           |
| Wasemstraße 8 ·                     | 13. Mai 2017 | HIER WOHNTE RUTH MAIER JG. 1921 FLUCHT 1936 USA |                                       |           |
| Wasemstraße 8 ·                     | 13. Mai 2017 | HIER WOHNTE EDITH MAIER JG. 1926 FLUCHT 1936 USA |                                       |           |
| Wasemstraße 8 ·                     | 13. Mai 2017 | HIER WOHNTE ELVIRA MAIER JG. 1929 FLUCHT 1936 USA |                                       |           |
| Pützgasse 7 ·                       | 8. Mai 2018  | HIER WOHNTE SIEGFRIED BENEDICK JG. 1881 IM WIDERSTAND VERHAFTET 1939 GEFÄNGNIS KOBLENZ DEPORTIERT 1942 THERESIENSTADT BEFREIT                                                                                        |                                       |           |
| Pützgasse 7 ·                       | 8. Mai 2018  | HIER WOHNTE EUGEN BENEDICK JG. 1882 IM WIDERSTAND VERHAFTET 1935 FLUCHT 1936 KOLUMBIEN |                                       |           |
| Pützgasse 7 ·                       | 8. Mai 2018  | HIER WOHNTE OTTO BENEDICK JG. 1884 IM WIDERSTAND VERHAFTET 1939 GEFÄNGNIS KOBLENZ ENTLASSEN 1939 DEPORTIERT 1941 ZAMOSC ERMORDET                                                                                     |                                       |           |
| Pützgasse 7 ·                       | 8. Mai 2018  | HIER WOHNTE ALMA BENEDICK GEB. HEYMANN JG. 1886 DEPORTIERT 1942 KRASNICZYN ERMORDET |                                       |           |
| Pützgasse 7 ·                       | 8. Mai 2018  | HIER WOHNTE MAX HEYMANN JG. 1912 STUDIUM BERLIN LEHRVERBOT 1933 FLUCHT 1936 SÜDAFRIKA |                                       |           |
| Wasemstraße 9 ·                     | 8. Mai 2018  | HIER WOHNTE LEO FORST JG. 1884 ´SCHUTZHAFT´ 1938 DACHAU DEPORTIERT 1942 KRASNICZYN ERMORDET |                                       |           |
| Wasemstraße 9 ·                     | 8. Mai 2018  | HIER WOHNTE ROSA FORST GEB. SÜSSMANN JG. 1887 DEPORTIERT 1942 KRASNICZYN ERMORDET |                                       |           |
| Wasemstraße 9 ·                     | 8. Mai 2018  | HIER WOHNTE HERMANN FORST JG. 1921 VERHAFTET 1940 ZWANGSARBEIT DEPORTIERT 1942 KRASNICZYN ERMORDET |                                       |           |
| Wasemstraße 9 ·                     | 8. Mai 2018  | HIER WOHNTE WERNER JAKOB FORST JG. 1924 VERHAFTET 1940 ZWANGSARBEIT DEPORTIERT 1943 ERMORDET IN AUSCHWITZ |                                       |           |
| Bad Salzig · Bopparder Straße 13 ·  | 6. Sep. 2022 | 8. APRIL 1942 HIER IM HOTEL ´ZUM SCHWAN´ WURDEN DIE JUDEN DES KREISES ST. GOAR INTERNIERT DARUNTER 23 BOPPARDER JUDEN. DEPORTIERT IN GHETTOS ODER VERNICHTUNGSLAGER - VIA GÜTERBAHNHOF KOBLENZ-LÜTZEL 30. APRIL 1942 |                                       |           |